# La infancia de un jefe
La infancia de un jefe (en francés: L'enfance d'un chef) es una novela corta de Jean-Paul Sartre incluida en su libro El muro.
Los pensamientos de un niño llamado Lucien Fleurier, comienzan a ser afectados por los comentarios de las amigas de su madre cuando lo miraban con ternura y se referían a él como una “verdadera nenita”, término que causa problemas de identidad en él, a medida que Lucien crece, de igual manera van creciendo sus dudas sobre su existencia. Su padre lo lleva a la fábrica de la cual él es dueño y le dice que algún día él será el jefe de la fábrica, esto genera muchos pensamientos que van cuestionándolo durante toda su infancia y las diferentes etapas de su vida. Este libro muestra como la infancia y la sociedad influyen en la existencia de cada uno, de tal manera podemos tomar como ejemplo todo lo que le ocurre a Lucien en sus crisis existenciales y entender un poco más sobre este tema.
- Datos: Q5967036